# JS-6
JS-6 je prototip sovjetskog teškog tenka s elektro-mehaničkom transmisijom. Ime je dobio po sovjetskom vođi Josifu Visarionoviču Džugašviliu Staljinu.

## Razvoj
Projektni biro SKB-2 još je tijekom 1944. započeo samostalni razvoj novog teškog tenka s ciljem otklanjanja kroničnih problema s transmisijama. Neposredno nakon II. svjetskog rata SKB-2 se razdvojio na nekoliko novih projektnih biroa, od kojih su neki nastavili suradnju s tvornicom u Čeljabinskom dok su se drugi odlučili za ponovno otvorenu tvornicu Kirov u tadašnjem Lenjingradu. Tim predvođen glavnim konstruktorom Kotinom radio je na Objektu 703 koji je u tenk IS-4 pokušavao uklopiti novu elektro-mehaničku transmisiju. Nova je transmisija, barem teoretski, nudila znatno veću iskoristivost (prijenos snage s motora na gusjenice bez gubitaka) te poboljšanje u područjima pokretljivosti i upravljivosti. To rješenje nije bilo novo. Prvi je put iskorišteno još u I. svjetskom ratu na francuskom tenku St. Chamond. Tijekom II. svjetskog rata elektro-mehanička transmisija rabljena je na njemačkom lovcu tenkova Elefant, a eksperimentalno je ugrađena i na američki eksperimentalni tenk T-23. Kotin je kao uzor za razvoj svog rješenja uzeo transmisiju s Elefanta jer je nekoliko ovih vozila zarobljeno tijekom bitke za Kursk. Nakon što su na Kubinki intenzivno testirani i proučena njihova tehnička rješenja, posebno transmisije, započeo je razvoj sovjetskog rješenja. Prva su rješenja testirana na probnom vozilu IS-1E (preuređeni teški tenk IS-1). Nakon njihovog usavršavanja Kotin je započeo i s razvojem projekta uporabe nove transmisije na "pravom" tenku. Kao osnova pogona za Objekt 703 odabran je elektrogenerator DK-305A snage 385 kilovata. To je trebalo biti dovoljno da tenk mase 54 tone pokrene do maksimalne brzine od 43 km/h. Za cijeli se projekt zainteresirala i Crvena armija koja mu je dodijelila službenu oznaku JS-6. Sva su očekivana doslovno otišla u dim već prvog dana testiranja kad se je prvi prototip, nakon što je prošao samo desetak metara od montažne hale zapalio. Daljnja su testiranja pokazala da elektro-mehanička transmisija zahtijeva znatno bolje hlađenje. Osim toga tadašnji su elektromotori bili preteški i preslabe iskoristivosti da bi mogli pokretati teški tenk. Zbog toga je, u pokušaju da spasi cijeli projekt, Kotin na brzinu odustao od uporabe elektro-mehaničke transmisije te je ugradio klasičnu s tenka JS-4. Tako je nastao Objekt 252 koji je imao istu paljbenu moć kao i tenkovi JS-2, JS-3 i JS-4 ali je imao znatno slabiju oklopnu zaštitu u odnosu na JS-4. Zbog toga je vrh Crvene armije na kraju odbacio projekt razvoja teškog tenka JS-6 kao neperspektivan.